# ایندیا سمنتس
ایندیا سمنتس (انگلیسی: India Cements) شرکت سیمان هندی است، که در سال ۱۹۴۶ تأسیس شد.